# Верховье (Самойловское сельское поселение)
Верховье — деревня в Самойловском сельском поселении Бокситогорского района Ленинградской области.

## История
ВЕРХОВЬЕ — деревня Сарского общества, прихода села Николы.

Крестьянских дворов — 28. Строений — 36, в том числе жилых — 33. Мукомольная мельница. 

Число жителей деревни по семейным спискам 1879 г.: 73 м. п., 86 ж. п.; по приходским сведениям 1879 г.: 67 м. п., 79 ж. п.

В конце XIX — начале XX века деревня административно относилась к Деревской волости 5-го земского участка 3-го стана Тихвинского уезда Новгородской губернии.

ВЕРХОВЬЕ (ОЗЕРО) — деревня Сарского общества, число дворов — 36, число домов — 42, число жителей: 118 м. п., 110 ж. п.; Занятия жителей: земледелие. Речка Верховка. Часовня, хлебозапасный магазин, 5 мелочных лавок, 2 книжных лавки. (1910 год)

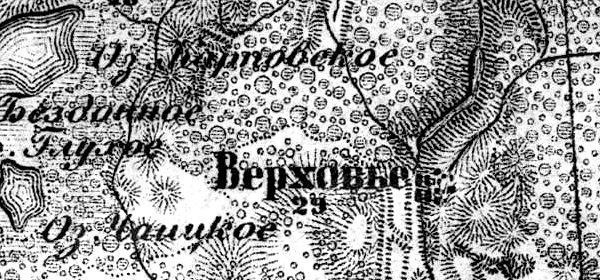
Деревня Верховье на карте 1917 года

Согласно карте Новгородской губернии 1917 года, деревня называлась Верховье и состояла из 29 крестьянских дворов.
С 1917 по 1918 год деревня входила в состав Деревской волости Тихвинского уезда Новгородской губернии.
С 1918 года, в составе Череповецкой губернии.
С 1924 года, в составе Пикалёвской волости.
С 1927 года, в составе Самойловского сельсовета Пикалёвского района.
С 1930 года, в составе Окуловского сельсовета.
С 1932 года, в составе Ефимовского района.
По данным 1933 года деревня называлась Верховье Озёры и входила в состав Окуловского сельсовета Ефимовского района.
В 1940 году население деревни составляло 275 человек.
С 1952 года, в составе Бокситогорского района.
С 1963 года, вновь в составе Ефимовского района.
С 1965 года вновь в составе Бокситогорского района. В 1965 году население деревни составляло 95 человек.
По данным 1966 и 1973 годов деревня Верховье также входила в состав Окуловского сельсовета.
По данным 1990 года деревня Верховье входила в состав Самойловского сельсовета.
В 1997 году в деревне Верховье Самойловской волости проживали 11 человек, в 2002 году — 4 (все русские).
В 2007 году в деревне Верховье Самойловского СП проживали 6 человек, в 2010 году — 14.

## География
Деревня расположена в северо-западной части района на автодороге 41К-035 (Большой Двор — Самойлово).
Расстояние до административного центра поселения — 10 км.
Расстояние до ближайшей железнодорожной платформы Обринский на линии Волховстрой I — Вологда — 8 км.

## Демография
| 1997 | 2002 | 2007 | 2010 | 2017 |
| ---- | ---- | ---- | ---- | ---- |
| 11   | ↘4   | ↗6   | ↗14  | ↗20  |